# Щипавка кримська
Щипавка кримська (Cobitis taurica) — прісноводна риба родини В'юнові (Cobitidae). Сягає 9,7 см довжиною.

## Ареал
Первинно вид описаний з Чорної річки у Криму біля Севастополя, за що і дістав назву. Пізніше дослідження генетики європейських представників роду Cobitis показали наявність цього виду у пониззі Дніпра і Південного Бугу, а також у їх лимані, крім того на півдні Болгарії біля Бургасу.